# Silene vulgaris
Silene vulgaris, de nombre común colleja o guiso, es una especie de la familia Caryophyllaceae.

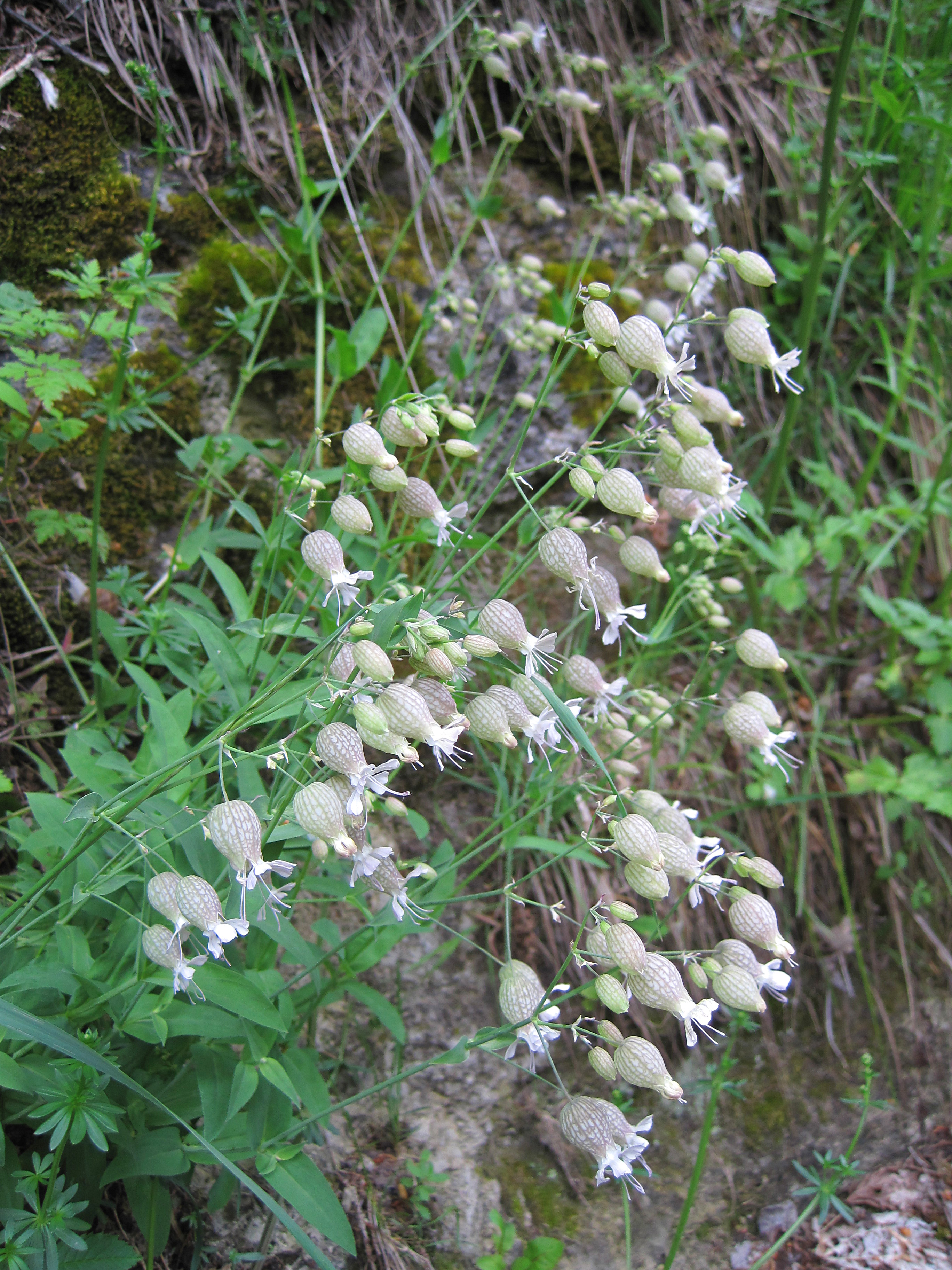
Inflorescencia

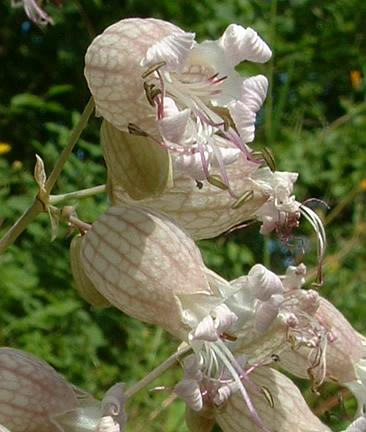
Detalle de las flores

## Descripción
Planta herbácea y vivaz, que suele medir entre 20 y 60 cm aunque puede llegar a alcanzar los 100, cuyas partes aéreas se agostan a finales del verano o con la llegada del frío, rebrotando de cepa con la llegada de las temperaturas primaverales más cálidas; en otras zonas de España, cerca del litoral, sus hojas son lanceoladas, de color verde claro. Las flores, hermafroditas, con los pétalos blancos, divididos en dos lóbulos y con el cáliz amplio característico de la especie. Pertenece a la familia de las cariofiláceas, que entre otras especies conocidas incluye a los claveles y clavellinas (género Dianthus), o al salvadillo (género Spergularia). 
La colleja sobrevive y se expande gracias a un denso sistema de estolones o tallos  subterráneos que crece cada año, dando lugar a colonias densas de rosetas de hojas, de las que a mediados de la primavera emergen tallos portadores de flores con cinco pétalos blancos, parcialmente envueltos por un cáliz en forma de saco. Las hojas basales son lanceoladas, glaucas –de color verde azulado-, de hasta 4-5 cm de longitud, algo crasas y de borde finamente serrado; las del tallo son más triangulares, menores, pero de textura similar. Los pétalos están divididos en dos lóbulos en su parte superior, por lo que pueden dar la apariencia de ser diez, en vez de cinco. A partir de cada flor se forma un fruto en forma de cápsula, con forma de vasija, que aloja numerosas semillas oscuras y arriñonadas; las semillas están cubiertas de pequeños tubérculos, que facilitan su transporte por las mandíbulas de las hormigas. 
El género Silene tiene numerosos representantes en la flora, pero la mayoría de éstas son anuales y de llamativas flores rosadas, frecuentes durante la primavera a lo largo de las lindes de caminos y sembrados.

## Distribución y hábitat
Presente en toda Europa, Norte de África y Centro y Oeste de Asia, hallando su óptimo en los países de clima mediterráneo; se encuentra además, como planta invasora, en otras regiones del globo, como ocurre en Norteamérica.
Las collejas viven en pastizales algo embravecidos, cunetas, inmediaciones de cortijos y ermitas rurales, y en general terrenos algo compactados y no sometidos a laboreos anuales; no es raro verlas al pie de encinas u otros grandes árboles como olivos y chopos, donde la presencia de plantas espinosas cercanas, como las esparragueras, ayudan a protegerlas del diente del ganado. Tampoco faltan junto a los muros de las huertas, e incluso en alguna calle del casco urbano. Escasean en los hábitats más evolucionados como jarales, manchas y encinares. En general prefieren los suelos arenosos, donde sus raíces crecen con menos impedimentos, aunque aparecen también en los derivados de pizarras y otras rocas compactas, en las que se encuentra como inflorescencias en cimas terminales.

## Usos

### Gastronomía
La colleja es una de las plantas nutricias autóctonas por excelencia en toda la región mediterránea, pudiendo consumirse las hojas y los tallos tiernos, incluso en crudo. Es una verdura muy fina, hasta el punto de que ni siquiera suele ser necesario eliminar el agua de cocción para consumirlas. El hervido previo es recomendable para reblandecer los tejidos de la hoja durante 5 o 10 minutos, aunque no es necesario.  Puede emplearse en guisos, hervida, en ensalada o incluso en tortilla, bastando sofreir previamente las hojas, con o sin cocción preliminar. Su empleo como verdura tradicional se ha ido abandonando con el tiempo, probablemente por lo laborioso de su preparación, ya que las hojas deben separarse de los tallos una a una.
En la isla de Ibiza, la colleja, conocida como "verdura", es uno de los ingredientes del "Cuinat", un potaje vegetariano que se prepara en la Semana Santa.
Como anécdota, el silene se usa en juegos de infancia. Se arranca su flor con su envoltura rígida y se la hace estallar, con sorprendente ruido, sobre la palma de la otra mano.

## Taxonomía
Silene vulgaris fue descrita por (Moench.) Garcke y publicado en Flora von Nord- und Mittel-Deutschland 64. 1869.
Citología
Número de cromosomas de Silene vulgaris (Fam. Caryophyllaceae) y táxones infraespecíficos: 2n=24
Etimología
El nombre del género está ciertamente vinculado al personaje de Sileno (en griego Σειληνός; en latín Sīlēnus), padre adoptivo y preceptor de Dionisos, siempre representado con vientre hinchado similar a los cálices de numerosas especies, por ejemplo Silene vulgaris o Silene conica. Aunque también se ha evocado (Teofrasto via Lobelius y luego  Linneo)  un posible origen a partir del Griego σίαλoν, ου, "saliva, moco, baba", aludiendo a la viscosidad de ciertas especies, o bien σίαλος, oν, "gordo", que sería lo mismo que la primera interpretación, o sea, inflado/hinchado.
vulgaris; epíteto latino que significa "común".
Subespecies
- Silene vulgaris subsp. aetnensis (Strobl) Pignatti
- Silene vulgaris subsp. angustifolia Hayek
- Silene vulgaris subsp. commutata (Guss.) Hayek
- Silene vulgaris subsp. suffrutescens Greuter, Matthäs & Risse

Sinonimia
- Behen alpinus (Lam.) Gusul.
- Behen angustifolius Schott ex Steud.
- Behen antelopum (Vest) E.H.L.Krause
- Behen fabarius Link
- Behen glareosus Fourr.
- Behen oleraceum E.H.L.Krause
- Behen puberulus Fourr.
- Behen trachiatus Fourr.
- Behen vesicarius Fourr.
- Behen vulgaris Moench
- Behenantha behen (L.) Ikonn.
- Behenantha cserei Schur
- Behenantha glaucescens Schur
- Behenantha inflata Schur
- Behenantha saponariifolia Schur
- Cucubalus alpinus Lam.
- Cucubalus angustissimus Nocca & Balb.
- Cucubalus antelopum Vest
- Cucubalus behen L.
- Cucubalus inflatus Salisb.
- Cucubalus latifolius' Mill.
- Cucubalus littoralis Vis.
- Cucubalus marginatus Schult.
- Cucubalus montanus Vest
- Cucubalus personii Spreng. ex Steud.
- Cucubalus rotundifolius Steud.
- Cucubalus saponariifolius Moench ex Steud.
- Cucubalus scaber Fisch. ex Regel
- Cucubalus venosus Gilib.
- Cucubalus viridis Lam.
- Elisanthe zawadskii (Herbich) Fuss
- Lychnis behen Scop.
- Oberna alpina (Lam.) Ikonn.
- Oberna antelopum (Vest) Sourková
- Oberna behen (L.) Ikonn.
- Oberna rupicola (Boreau) Ikonn.
- Oberna schottiana (Schur) Tzvelev
- Oncerum glareosum Dulac
- Oncerum globosum Dulac
- Silene alpina Thomas
- Silene angustifolia Guss.
- Silene angustissima Boreau
- Silene behen var. cucubalus (Wibel) Kuntze
- Silene brachiata Jord. ex Boreau
- Silene brachyantha Schur ex Nyman
- Silene campanulata Saut.
- Silene coulteriana Otth
- Silene cucubalus Wibel
- Silene fischeri Steud.
- Silene inflata Sm.
- Silene inflata var. pubescens DC.
- Silene inflata var. vulgaris Turcz.
- Silene latifolia (Mill.) Britten & Rendle
- Silene latifolia var. pubescens (DC.) Farw.
- Silene linearis Sweet
- Silene marginata Kit.
- Silene microloba Schott, Nyman & Kotschy
- Silene oleracea Boreau
- Silene persoonii Schott ex Rchb.
- Silene pseudobehen Schur ex Nyman
- Silene puberula Jord. ex Boreau
- Silene rupicola Boreau
- Silene scabra Fisch. ex Sweet
- Silene schottiana Schur
- Silene venosa Asch.
- Silene wallichiana Klotzsch
- Silene zawadskii Fenzl
- Viscago behen (L.) Hornem.[5]

## Nombres comunes
Tiene numerosos nombres comunes utilizados en cada región y muchos de ellos hacen referencia ya sea a la forma de la flor (como farolillos o campanilla), o al ruido que hacen sus cálices secos llenos de semillas al explotar cuando se aplastan (tiratiros, sanjuanines o explotaculos).
Acoletas, alcadicea, alcaducea, alcanducea, alcandueca, alcoletas, ben blanco, berza, berzuela, blanca, botello, bragas de cuco, calzón de cuco, carnicuela, carnihuela, cascabelillo de Canarias, cebolla, churriana, cluxidera, cohetes, coleja, colejón, colellas, coleta, colleja, colleja común, colleja fina, colleja marina, collejas, collejas de España, collejas finas, collejicas finas, collejón, conehera, coneja, conejera, conejeras, conejina, conejinos, conejito de campo, conejuelas, coneles, conillets, cornagüela, cornahuela, cornihuela, cuetes, cunillos, estallaores, explotaculos, farifuelles, farolillos, guiso, hierba conejina, hierba de los truenos, manzana de cuco, manzanillón, petardos, pistones, polemonia, polemonio, raíz blanca, restallones, restallos, restralleta, restralletas, restrallete, restrallos, restrallón, roya, sanjuanines, santibañes, silena, tirabeques de la esperanza, tirapeoh, tiratiros, tracabols, trisco, triscos, truenos, verderuela.